# Hausos

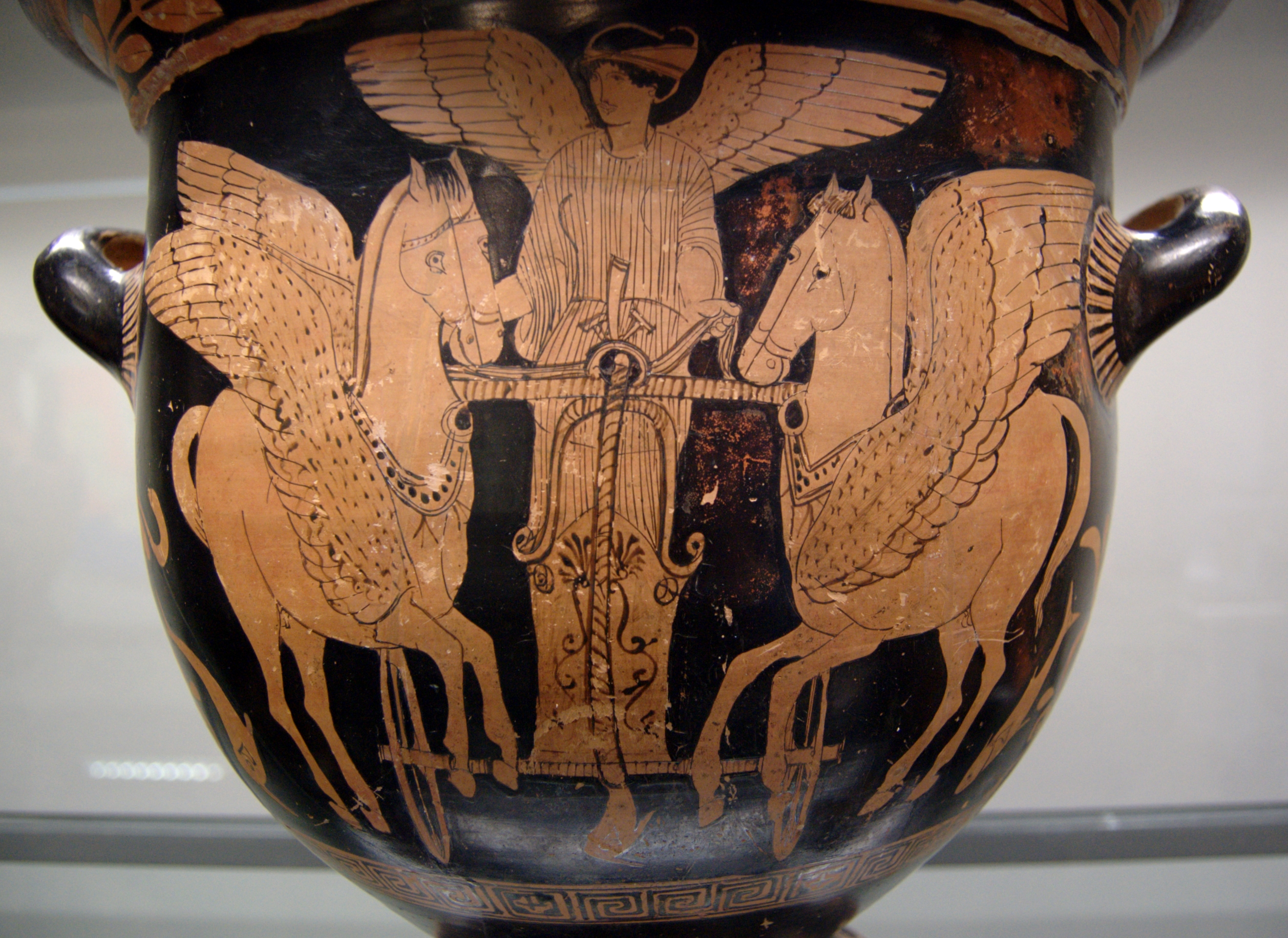
Eos en su carro volando sobre el mar. Crátera de figura roja del sur de Italia, 430–420 a. C. Staatliche Antikensammlungen de Múnich.

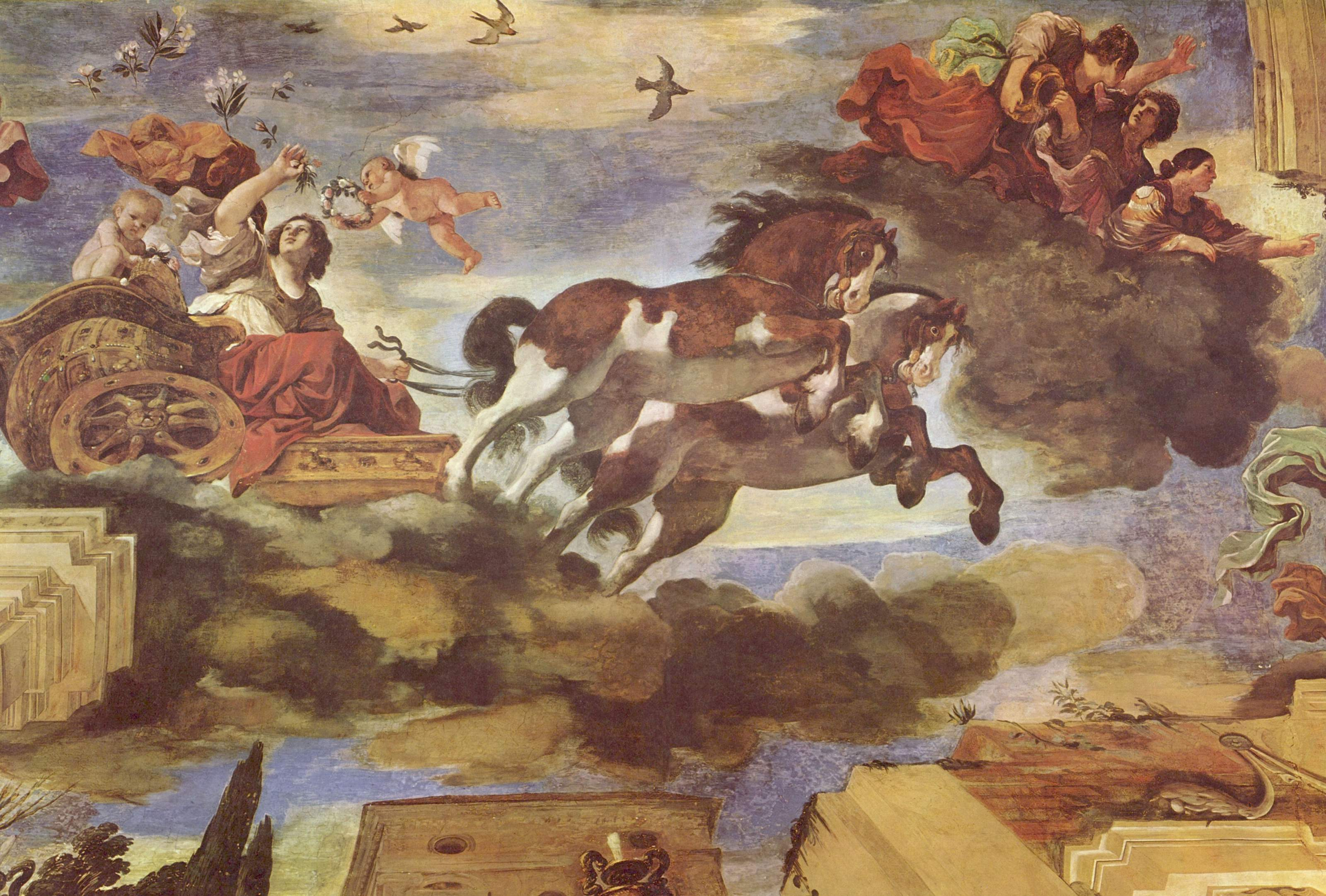
Aurora, de Guercino, donde se muestra su asociación con caballos y carros.

Hausos (en protoindoeuropeo: h₂éwsōs) es el nombre reconstruido para la diosa protoindoeuropea del amanecer o de la aurora.
Se han encontrado varias diosas derivadas de Hausos, de similares características, en diferentes mitologías indoeuropeas, incluyendo a la diosa griega Eos, la diosa romana Aurora, la diosa védica Ushás, la diosa lituana Ausrine (Aušrinė, del lituano aušrà, 'amanecer'), y posiblemente también la diosa germánica (del oeste) *Austrǭ (del alto alemán antiguo *Ōstara). Fuera del ámbito indoeuropeo, aunque la religión védica probablemente la haya influenciado, también se puede encontrar en la diosa japonesa Uzume.
Se supone que la diosa del amanecer fue una de las deidades más importantes de los protoindoeuropeos debido a la consistencia de su caracterización, así como a la relevancia de Ushás en el Rig Veda. Sus atributos no solo se han mezclado con los de las diosas solares en algunas tradiciones posteriores, sino que luego se han expandido e influenciado a las deidades femeninas en otras mitologías.

## Atributos

### Genealogía
Se piensa que la diosa del amanecer se concibió como la hija de Dyeus, reflejándose parcialmente en la mitología védica, donde Ushás es la hija de Dyaus Pita, aunque en otras derivaciones indoeuropeas este no es el caso. Eos es una hija titánide de Hiperión y Tea, mientras que Aušrinė es la hija de Saulė y Mėnulis, e incluso Ushás se considera a veces, por el contrario, hija de Suria. Sin embargo, el epíteto de 'hija del cielo' permanece en casi todas las mitologías indoeuropeas, lo que refleja su estatus como diosa relevante y deidad celestial.
También se la concibe como la hermana de los Gemelos divinos, y con Ushás todavía mantiene esta relación con los Ashvins. Aunque el mito del 'drama matrimonial' (en el que uno o los dos gemelos divinos compiten por la mano de una mujer para el matrimonio) generalmente está vinculado a una diosa solar en lugar de la diosa del amanecer, existe un posible grado de sincretismo al respecto, especialmente porque la báltica Aušrinė se encuentra en una situación similar de drama matrimonial, aunque en relación con su padre y su madre.

### Orden cósmico y moralidad
Debido a que la aurora anuncia el sol e induce a la rutina diaria, la Diosa se asocia con inculcar el orden cósmico. Ushás es el despertador de Ritá o Ṛta, mientras que el papel de Aušrinė como sirvienta del sol le da un ejemplo moral en las tradiciones lituanas y ayudan a su sincretismo con la Virgen María.

### Amor
La diosa del amanecer fue probablemente la deidad original del amor y la lujuria en la religión protoindoeuropea, un aspecto mantenido casi siempre pero notablemente perdido en etapas posteriores de los mitos helénicos e hindúes (Eos era reemplazada por Afrodita y Eros, y Ushás reemplazada por Kamadeva). Notablemente, el mito griego de Afrodita que maldice a Eos con lujuria puede ser una representación de la usurpación del papel de diosa del amor por parte de la primera.

### Envejecimiento
A pesar de la asociación del amanecer con la vida, aunque no intuitivamente, el amanecer posiblemente también se asoció con el envejecimiento y la decadencia en el mito protoindoeuropeo, probablemente bajo el supuesto de que cada amanecer acerca a los seres humanos a la muerte o, alternativamente, que los rayos del sol provocan putrefacción. En el Rig Veda, Ushás es:
'La antigua diosa, nacida una y otra vez, vestida con el mismo color, que hace que el mortal envejezca y desgaste su vida, como un astuto jugador'.
'Trayendo la vejez, has venido, Oh Amanecer que no envejeces ... No envejeces y haces envejecer todo lo demás'.
mientras que en la mitología griega Eos le pide a Zeus que Titono mantenga su vida, pero no su juventud, y le reduce a un grillo.

### Abedul
El abedul se asocia constantemente con la pureza, la primavera, la pureza moral y la luz en las religiones indoeuropeas, lo que indica que posiblemente fue el emblema de la Diosa del Amanecer.

### Tejedora
La Diosa del Amanecer fue asociada con la confección de un tejido, un comportamiento que a veces se usa como metáfora de las propiedades generativas de la luz solar. Esta característica se ve normalmente en las diosas solares y podría indicar un gran sincretismo entre las deidades del amanecer y las solares.

### Animales sagrados
Casi todos los reflejos están asociados con caballos rojizos, tal vez debido al sincretismo con las diosas solares, así como con la hipotética relación con los Gemelos Divinos. Las vacas rojas también son sagradas para Ushás, mientras que Eos está vinculada con pájaros cantores y cigarras. Las arañas también son posiblemente ilustrativas de esta diosa, debido a su asociación con el tejido.